# Burlingame (Kansas)

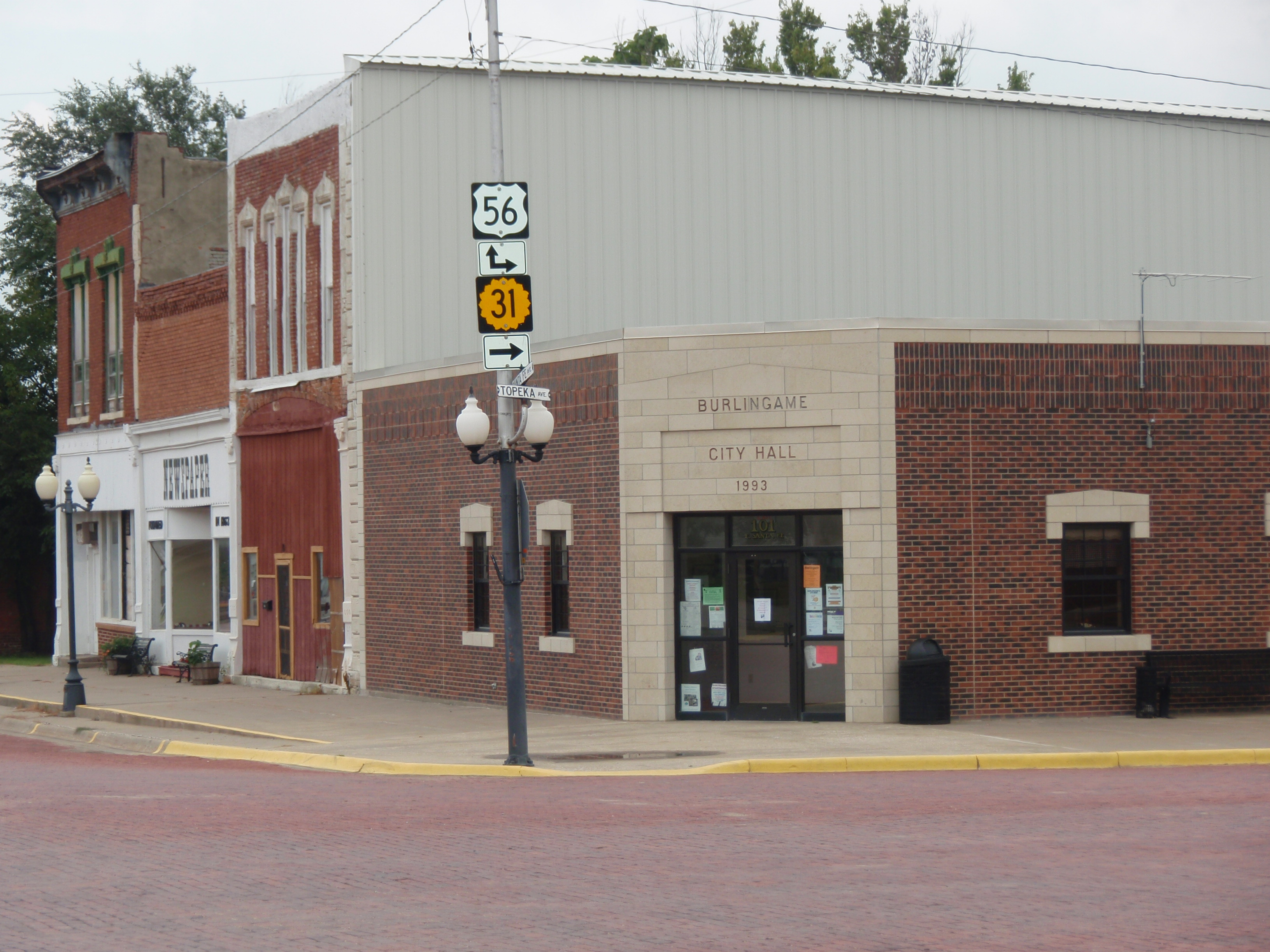
Ratusz w Burlingame

Burlingame – miasto w Stanach Zjednoczonych, w stanie Kansas, w hrabstwie Osage.